# 蔵田周忠
蔵田 周忠（くらた ちかただ、1895年2月26日 - 1966年3月7日）は日本の建築家。分離派建築会に参加し、表現主義からモダニズムの作品を手掛けた。海外の建築作品を精力的に紹介し、建築史関係の著作も多い。また、東京高等工芸学校、武蔵工業大学で後進を指導した。

## 経歴
1895年（明治28年）、山口県萩に濱岡某の子として生まれる。1913年（大正2年）、工手学校（新制工学院大学の前身）を卒業。同年、三橋四郎の設計事務所に入所。三橋の逝去後、曽禰達蔵・中條精一郎らの曽禰中條建築事務所に移る。ここで海上ビルの建設に関わり、所員の高松政雄から美学の話を聞いたという。1920年、早稲田大学に選科生として入学。1921年10月、平和記念東京博覧会（上野公園、1922年）施設建設の技術員になり、分離派建築会の堀口捨己らと知り合い、同会に参加した。
1922年12月、三橋事務所の先輩だった関根要太郎の事務所に入所、京王閣や聖蹟記念館などの設計に関わった。(〜1926年12月)
この頃、伯父にあたる山口県士族、陸軍一等薬剤官で名古屋薬学校校長であった蔵田信忠（忠介）の養子となる。義父信忠は1883年（明治16年）10月に北里柴三郎が東京大学医学科を卒業する際に東京大学製薬科を卒業した唯一の人であった。
1927年、東京高等工芸学校（新制千葉大学工芸学部の前身）講師（1943年まで）。1930年3月にワイマール共和政時代のドイツに渡り、バウハウスやグロピウスなどモダニズムの作品に接した（〜1931年5月）。帰国後に蔵田周忠建築事務所を設立。1932年、武蔵高等工科学校（新制武蔵工業大学（現東京都市大学）の前身）教授に就任。1962年、「農家の居住性に関する研究」により工学博士号を取得。
1966年3月7日死去。享年71歳。元は青山霊園内に墓所があったが、現在は同霊園の2-イ-10にある立体埋蔵施設第2区に合葬されており、石板に義父信忠と共に名が刻まれている。

## 作品

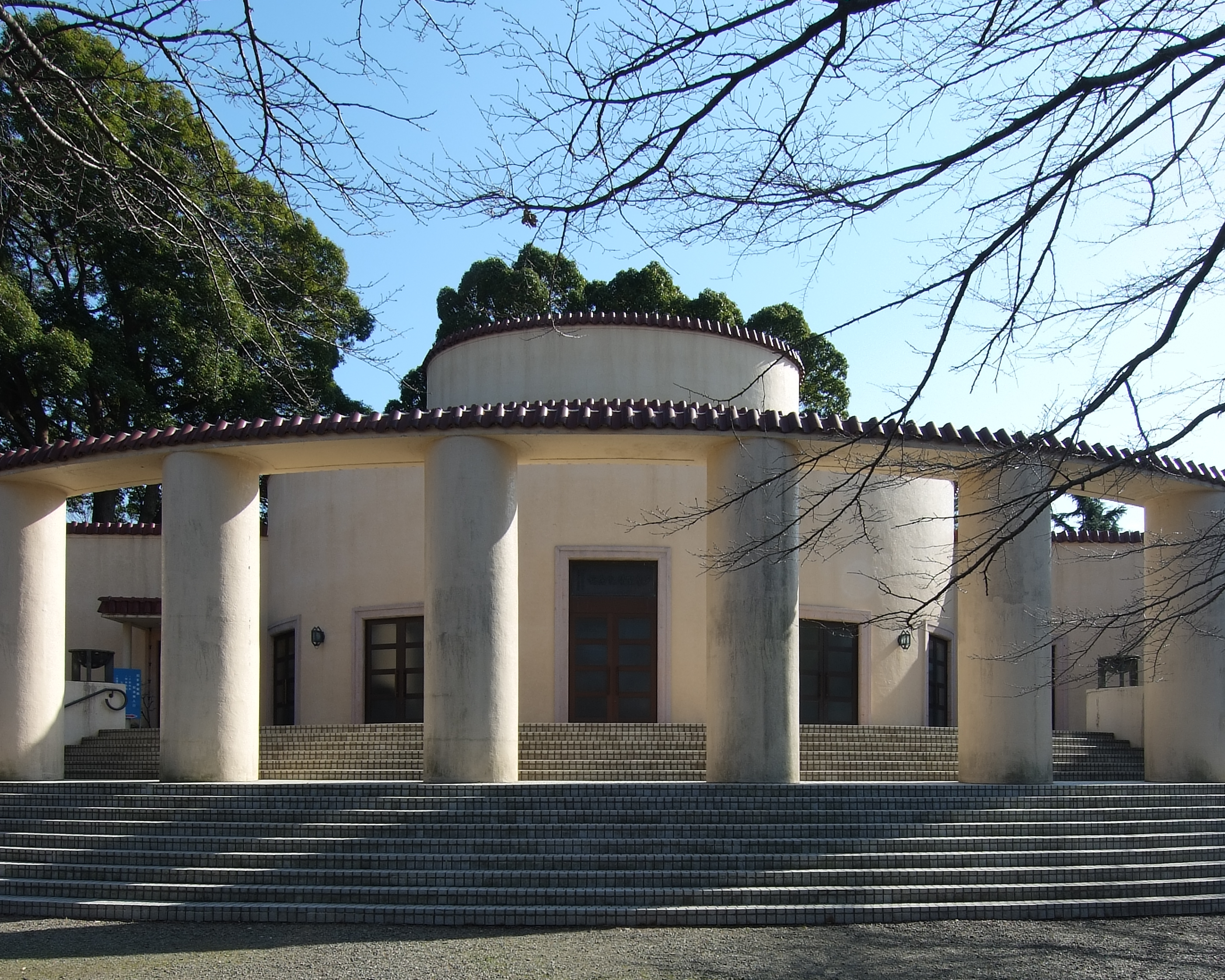
多摩聖蹟記念館

| 建造物名               | 年                 | 所在地         | 状態     | 備考                          |
| ---------------------- | ------------------ | -------------- | -------- | ----------------------------- |
| 聖シオン会堂           | 1926年（大正15年） | 東京都渋谷区   | 現存せず |                               |
| 多摩聖蹟記念館         | 1927年（昭和2年）  | 東京都多摩市   |          | 関根事務所で担当              |
| 月華荘（佐藤義亮邸）   | 1927年（昭和2年）  | 東京都         |          |                               |
| 米川正夫邸             | 1928年（昭和3年）  | 東京都杉並区   |          | [ 3 ]                         |
| 等々力ジードルング計画 | 1930年（昭和5年）  | 東京都世田谷区 |          | 木造モダニズムの住宅を4戸実施 |
| 安川第五郎邸           | 1936年（昭和11年） | 福岡県北九州市 |          |                               |
| 貝島邸                 | 1937年（昭和12年） | 東京都世田谷区 |          |                               |
| 山口市庁舎             | 1949年（昭和24年） | 山口県山口市   |          |                               |
| 杉並区立杉並公民館     | 1953年（昭和28年） | 東京都杉並区   |          |                               |

## 著訳書
- エジプトの文化と建築（洪洋社、1922年）　森口多里・浜岡周忠編
- 印度の文化と建築（洪洋社、1924年）　森口多里・浜岡周忠編
- 近代建築思潮（洪洋社、1924年）　浜岡周忠著 - 初めて西欧の近代建築史を通史で記述した著作。
- ルネッサンス文化と建築上・下（洪洋社、1926年-1927年）蔵田周忠著
- ロダン以後（中央美術社、1926年）
- 住宅月華荘（洪洋社、1930年）
- 等々力住宅区の一部（国際建築協会、1936年）
- ブルーノ・タウト（相模書房、1942年）
- グロピウス（彰国社、1953年）
- 民家帖（古今書院、1955年）
- 近代建築史（相模書房、1965年）
- グロピウス「生活空間の創造」　戸川敬一共訳（彰国社、1958年）- アメリカ移住後の講義録を元にした著作。

### 典拠
- 佐藤武夫「蔵田周忠君を悼む」『建築雑誌』 1966年4月号
- 「蔵田周忠との出会」『建築東京』1966年4月号
- 山口文象「蔵田先生の思い出」『新建築』1966年4月号
- 崎山宗威「蔵田周忠の著作家としての業績について」『学会大会梗概集』1975
- 「蔵田周忠文庫目録」『武蔵工業大学所蔵』武蔵工業大学図書館、1987